# Union libérale (Espagne, 1983)
Pour les articles homonymes, voir Union libérale.
L’Union libérale (en espagnol : Unión Liberal, UL) est un parti politique espagnol de centre droit libéral, actif entre 1983 et 1985.

## Histoire

### Fondation
L'Union libérale est lancée par Pedro Schwartz le 23 mars 1983. Il confirme à cette occasion qu'il rejoint la Coalition populaire (CP) en soutenant le leadership du conservateur Manuel Fraga sur le centre droit espagnol. Le parti avait été enregistré deux mois plus tôt au registre des partis politique du ministère de l'Intérieur. L'UL intègre le 26 janvier 1984 le Bureau libéral (Mesa Liberal), dont le principal dirigeant et ancien président du Sénat Antonio Fontán est désigné président de l'UL.

### Disparition
Le sénateur Rafael Márquez remplace Fontán dès le 22 novembre et entreprend de rapprocher l'Union libéral du Parti libéral. Les deux partis acceptent en janvier 1985 que l'homme d'affaires José Antonio Segurado mène a bien la fusion des deux formations. Le premier conseil politique du parti unifié, qui s'intitule Parti libéral, est réuni le 28 janvier.